# Rodney Robert Porter
Rodney Robert Porter (ur. 8 października 1917 w Newton-le-Willows, zm. 7 września 1985 w Winchester) – brytyjski biochemik. W latach 1960–1967 był profesorem immunologii Uniwersytetu w Londynie. Porter był również profesorem biochemii Uniwersytetu w Oksfordzie. W 1964 roku został członkiem Royal Society w Londynie, a w 1972 roku powołano go do Narodowej Akademii Nauk Stanów Zjednoczonych.
W 1972 roku odebrał Nagrodę Nobla w dziedzinie fizjologii i medycyny za osiągnięcia w pracy nad strukturą molekularną przeciwciał. Nagrodę otrzymał wraz z Geraldem Edelmanem. Laureat Medalu Copleya.